# Estación El Parque
El Parque es una estación de la Línea 2 del Biotrén, en el subramal Concepción-Curanilahue. Se ubica en la comuna de San Pedro de la Paz, entre Av. Portal de San Pedro y la Ruta 160, frente a Arauco Premium Outlet y cercana al Centro de oficinas y bodegas Megacentro, al Parque Cementerio San Pedro y a la zona de expansión urbana de la comuna. 

## Historia
La idea de esta nueva estación nace en 2014, a partir de la dificultad de acceder a sitios de afluencia de público tales como el centro comercial Arauco Premium Outlet San Pedro de la Paz y el centro de oficinas y bodegas Megacentro, los cuales cuentan con solo tres recorridos de bus de transporte público licitado (recorridos 22RC, 23CH y 20NF, éste último circulando únicamente en el horario punta mañana), y se ubican a más de 1 kilómetro de distancia de la estación de tren más cercana. En noviembre de aquel año, empresas del sector participaban de una comisión con el interés de crear una nueva estación de Biotrén en el lugar.
En licitaciones públicas realizadas por Grupo EFE se menciona a esta estación como "Megacentro", aunque su nombre no fue confirmado por parte de Ferrocarriles del Sur, empresa operadora de Biotrén.
Finalmente, el 30 de enero de 2017, comenzó el funcionamiento de esta nueva estación. Junto con la inauguración fue revelado el verdadero nombre de la estación: El Parque.